# Adalatherium
Famille
Genre
Espèce
Adalatherium (qui signifie « bête folle ») est un genre de gondwanatheriens éteints qui ont vécu à Madagascar au Crétacé et au début du Paléocène, au Maastrichtien et au Danien,. La découverte du premier squelette presque complet d'Adalatherium de la formation de Maevarano a été annoncée en avril 2020.
Alors que les mammifères typiques trouvés à cette époque avaient à peu près la taille d'une souris, le squelette trouvé – considéré simplement comme un juvénile – mesurait 60 cm de long. Il est représenté dans les reconstitutions comme étant bâti un peu comme un blaireau. Son squelette est le plus complet de tous les mammifères mésozoïques de l'hémisphère sud. De plus, l'avant du crâne contient plus de foramens que n'importe quel mammifère connu,.